# José de Pina
José Augusto de Pina (Lisboa, 1962) é um humorista, escritor, apresentador de televisão, argumentista português e comentador desportivo. 

## Biografia
Tem o Curso Superior de Cinema, pela Escola Superior de Teatro e Cinema do Instituto Politécnico de Lisboa., é argumentista e realizador, realizou o videoclip da música "Novo Estado Novo" da banda IK Mux, de 1989, com o qual venceu o primeiro prémio de jovens criadores num concurso da Secretaria Estado da Juventude, foi realizador e argumentista do filme O Mistério da Boca do Inferno (1989).
Foi um dos sócios e fundadores da empresa de escrita criativa Produções Fictícias., humorista desde 1992, começou a escrever para Herman José. foi co-autor dos programas Boião de Cultura, Parabéns, Herman Zap, Herman Enciclopédia e Hora H, cocriador de Contra-Informação, guionista da série Major Alvega (RTP1),  escreveu para o Inimigo Público, a Visão, A Bola e Record.
Entre 2009 e 2011 foi cronista no jornal i, comentador no programa da SIC Mulher Prazer dos Diabos, que, inicialmente, era emitido pelo extinto canal SIC Comédia. Autor, actor e co-realizador dos programas Fogo Posto! (SIC Radical). Foi protagonista e autor do programa O Humor e a Cidade (na atual RTP 3), em que visitava várias cidades, mostrando os seus monumentos, museus, restaurantes, etc.
Escreveu para o Café Central (RTP 2) e Estado de Graça - telenovela A Paixão do Poder-  (RTP1). Foi comentador nos programas Inimigo Público TV  e Sacanas sem Lei (Canal Q).
É um ferrenho adepto do Sporting Clube de Portugal, tendo sido, desde 2015 até 2018, comentador de futebol no programa Prolongamento, na TVI. Fez ainda parte do painel de humoristas do programa Futebol de Perdição da Sporting TV e do programa Irritações da SIC Radical.

## Obras
- Nascido para mandar: guia para chegar ao poder em Portugal, ilustrações de João Fazenda, Gradiva (2004)
- Agenda Política 2006, Gradiva, (2005)
- Depois digam que não vos avisei: Política em 3D, QuidNovi (2011)